# Euprosopia longicornis
Euprosopia longicornis är en tvåvingeart som beskrevs av Mario Bezzi 1916. Euprosopia longicornis ingår i släktet Euprosopia och familjen bredmunsflugor. Inga underarter finns listade i Catalogue of Life.